# Арсеньєва (гора)
Гора Арсеньєва (рос. Гора́ Арсе́ньева) — одна з вершин гірської системи Сіхоте-Алінь. Названа на честь російського мандрівника і письменника, дослідника Уссурійського краю Володимира Клавдієвича Арсеньєва.
Висота гори Арсеньєва 1757,9 метрів над рівнем моря, це п'ята за висотою вершина Приморського краю. Вона знаходиться на межі Приморського і Хабаровського країв. Розташована на вододілі річки Хор і річки Бікін, в західному відрозі Сіхоте-Аліню — хребті Арсеньївські Граніти (є його найвищою точкою). Відносне перевищення вершини над верхів'ями долин річок становить близько 900 м.
Рельєф в гірському вузлі гори Арсеньєва інтенсивно розчленований, гребені вододілів вузькі, долини річок глибоко врізані, на схилах гір поширені куруми. На схилах гори Арсеньєва росте темно-хвойна тайга. З 1000—1200 м над рівнем моря починається пояс кедрового сланцю, вище 1500 м поширені гольці та гірські тундри.